# NGC 5779
NGC 5779 في الفهرس العام الجديد، هي مجرة، تقع في كوكبة التنين. اكتشفت في 9 يونيو 1885 بواسطة لويس سويفت.

## روابط خارجية
- NGC 5779 على موقع ويكي سكاي: DSS2, SDSS, GALEX, IRAS, Hydrogen α, X-Ray, Astrophoto, Sky Map, Articles and images